# Phytoliriomyza simlensis
Phytoliriomyza simlensis är en tvåvingeart som beskrevs av Ipe och Beri 1971. Phytoliriomyza simlensis ingår i släktet Phytoliriomyza och familjen minerarflugor. Inga underarter finns listade i Catalogue of Life.